# IMI Sholef
El IMI Shol'ef/Sholef (en hebreo: שולף‎ Sholéf); es un obús autopropulsado de 155 mm, montada sobre el chasis de una de las variantes del Merkava Mk.3 y que cuenta con un sistema de recarga automática. El alcance efectivo del cañón se ha estimado en unos 40 km o más con proyectiles ERFB-BB. Se construyeron cuatro prototipos, de los cuales solo dos eran totalmente funcionales. Aparecieron por primera vez en público en 1984 y después en 1986, pero no se sabe con certeza si se entregó el diseño para posterior producción.

## Historia
El Sholef es un obús autopropulsado altamente protegido, montado sobre el chasis extensivamente modificado de los tanques retirados del servicio activo Merkava Mk 1, Mk 2 y Mk 3. Muchos de éstos vehículos eran parte de los retirados desde que los Merkava Mk 2 y Mk 3 se aceptaran en el servicio activo, y en un intento de no desaprovechar este valioso recurso para el Ejército de Israel. El Sholef cuenta con un obús de 52 calibres de longitud, que incrementa en un 10% el alcance de cualquier munición que se use en este. La velocidad de recarga se disminuyó de 1 por minuto cada diez (10) minutos, aumentando su cadencia gracias a la incorporación de un cargador automático. Los pañoles de la munición son de tamaño considerable. El Sholef estaría listo para su operación autónoma (sin la necesidad unidades de comando adjuntas, o FDC) si se disponían de los informes de datos o de su localización correcta en 15 segundos por parada, usando su sistema de posicionamiento GPS y de navegación inercial, y disponía de algo inusual en su época; un sistema de control de disparo interno computarizado. El Sholef incluso es capaz de abrir fuego directo en movimiento. No se sabe de su uso o de si hay unidades operativas dentro de las IDF actualmente.

## Descripción
El obús autopropulsado Sholef (en hebreo: Martillo‎) es un sistema de artillería autopropulsada de 155 mm, basado en una extensiva modificación del chasis de tanque Merkava; y equipado con una torreta de diseño totalmente nuevo hecha en acero especial soldado, diseñada por Soltam Systems. En ella se monta un obús de 155 mm y una caña de 52 calibres,  con una capacidad total de 75 proyectiles junto a sus cargas propulsoras. En el disparo de un proyectil ERFB-BB, el cañón utilizado reporta un alcance máximo de 40 km.
El obús cuenta con un extractor de gases y un freno de boca de doble tabique. En maniobras, el arma se dispone en posición de viaje con un soporte que lo asegura al casco del blindado. Este va montado en la punta delantera del glacis y se puede accionar remotamente desde el compartimiento de tropa, en el interior del casco.

### Armamento
Los obuses de 155 mm y 52 calibres de longitud son armas ya muy probadas en otros sistemas, siendo el uso de los sistemas de retroceso de los otros obuses en el arsenal hebreo; como el del M109 o del M110, los que han demostrado que el tipo de calibre ya utilizado en varios de los sistemas de artillería; sean remolcada o autopropulsada, cuentan con un cañón muy fiable en su desempeño, mas no así en su alcance efectivo. 
En el diseño se toma muy en cuenta este aspecto, haciendo que varios de los objetivos a alcanzar mediante la construcción de este sistema le sean útiles a las IDF en sus necesidades futuras, como al hacer uso de un conjunto del bloque de cierre común para los tripulantes hebreos, que es del tipo cuña, y el uso del dispositivo de recarga semiautomática, que contiene un sistema de carrusel de alimentación automático; y que permite también la recarga manual del cañón sin necesidad de abrir el cerrojo. La rotación de la torreta y la elevación del sistema de armas son hidráulicos, con controles manuales para uso en caso de emergencia.
La cadencia de disparo (con el sistema de recarga automática en uso) es de 9 disparos/minuto, que se puede lograr gracias al sistema de carga automática automatizada, y a la velocidad del tiro en ráfaga es de tres disparos en 15 segundos. La alta cadencia de disparo se  logra al usar el suministro de municiones a bordo o de municiones apilables en tierra, cerca de la zona de operación del Sholef. El ciclo de carga/recarga es operado por solo dos tripulantes en la torreta, con el comandante fungiendo de operativo en la computadora y el cargador en la bahía de carga.

#### Cargador automático
El cargador automático cuenta con varios subsistemas principales, los cuales son: 
- Sistema de proyectiles del almacenamiento.
- Sistema de transferencia de munición.
- Bandeja de carga con correa de sujeción.
- Bandeja de carga de carga.
- Elevadores para el suministro de carga externa.
- Elevador del proyectil para volver a cargar el almacenamiento externo o directamente cargar el arma.

El almacenamiento interno de los proyectiles dispone de 60 listos para su uso en el sistema de recarga automática, y los 15 restantes almacenados en otros depósitos habilitados. El sistema permite el manejo de todo tipo de proyectiles en uso en el arsenal israelí o estándar de la OTAN sin ningún tipo de modificación al cañón.
De carga de carga se realiza de forma manual utilizando una plataforma de carga con el primer contacto que se inserta de forma automática.
Todos los sistemas tienen otro sistema manual de respaldo para que en caso de fallo el sistema de carga pueda ser operado en parte o completamente por solo tres miembros de la tripulación; en modo manual, de modo que permita una velocidad de disparo continuo de 4 disparos/minuto.

### Sistemas
Un ordenador central controla el funcionamiento del cañón. El sistema de control del autocargador (del inglés: LCS) se compone de cinco unidades principales:
- El panel de mando central (del inglés: CCP) proporciona los medios al comandante para controlar los sistemas de funcionamiento básicos, como el del cargador automático; y tiene un teclado dedicado y otor para el apoyo a los circuitos electrónicos de respaldo.

- La Unidad de Control Central (del inglés: UCC) se basa en un computador con un procesador INTEL 286-8086, que se encarga de todas las ecuaciones y cálculos del sistema lógico así como de los controles de otros subsistemas a bordo del blindado. La unidad de transferencia de comandos, a través de un puerto serial de comunicación (RS-422); brinda a las unidades de informática y los controles de la pantalla, en el panel del comandante; los datos necesarios para la operación del equipo artillado.

- Las Unidades Terminales de Operación (del inglés: UT) se basan en una computadora equipada con un procesador Intel 8031 para fines de control independiente de los elementos de accionamiento de acuerdo con una división funcional determinada. Con la ayuda de la unidad terminal, un modo local también se puede utilizar en el trabajo con los elementos seleccionados

- Para guiar a los operadores y hacer que los disparos y los impactos; así como la identificación amigo-enemigo sean efectivas al máximo, el panel de operador (del inglés: OP) incluye una pantalla LCD con instrucciones fijas y una línea de matriz de puntos base para las coordenadas de tiro.

- El panel del cargador (del inglés: LKP) está equipado con un teclado , que incluye interruptor trasero de cierre de bloque, el fuego y la activación local de las bandejas.

Las funciones operacionales principales son: evacuado de las rondas usadas de los compartimientos de almacenamiento interno, la evacuación de los gases de disparo, del control del sistema de ascensor de las municiones apiladas, la recarga deveniente de una pila externa de municiones (en caso de ser necesario), la síntesis de las informaciones de los programas de fuego, descarga, disparo manual; identificación y detonación y los chequeos de funcionamiento de los sistemas internos, así como de los sistemas motrices del blindado.

### Equipamiento y protección
Su equipamiento estándar incluye una serie de equipos y sistemas de protección frente a entornos ABQ; por medio de un sistema de sobrepresión, uno de navegación inercial y uno de telemetría, diseñado para su operación de forma autónoma, y sin la necesidad de equipos de operaciones y/o vehículos de comando anexos.
De acuerdo al fabricante del obús, Soltam Systems, el obús de  155 mm y 52 calibres de longitud cuenta con un autocargador, o algunas partes de este y otros sistemas similares, que se oueden instalar en otras piezas de artillería autopropulsada, y podrían usarse de ser necesario para actualizar otras piezas de artillería autopropulsada dentro de los arsenales hebreos, como el M109 y el M44 Gorilla.

## Características generales
| Especificaciones             | Valor (en cm/m/kg/porcentaje) | Medida            |
| ---------------------------- | ----------------------------- | ----------------- |
|                              |                               |                   |
| Calibre del arma principal   | 155                           | (mm)              |
| Calibre del arma secundaria  | 12,7                          | (mm)              |
| Cadencia de disparo          | 9                             | (disparos/minuto) |
| Longitud del obús            | 52                            | (calibres)        |
| Alcance efectivo             | 40,00                         | (km)              |
| Elevación del obús           | 70                            | (grados)          |
| Depresión del obús           | -5                            | (grados)          |
| Munición del obús            | 75                            | (proyectiles)     |
| Tripulación                  | 4                             | Hombres           |
| Peso                         | 45.000                        | (kg)              |
| Potencia motora              | 1500                          | (h.p.)            |
| Relación peso/potencia       | 24,32                         | (h.p./t)          |
| Presión al suelo             | 0,68                          | (kg/cm²)          |
| Ancho                        | 3720                          | (mm)              |
| Altura                       | 3572                          | (mm)              |
| Longitud total               | 13800                         | (cm)              |
| Altura al suelo              | 450                           | (mm)              |
| Velocidad máxima             | 60                            | (km/h)            |
| Alcance máximo operativo     | 500                           | (km)              |
| Vadeo (sin preparación)      | 1000                          | (mm)              |
| Paso inclinado               | 60                            | (%)               |
| Paso en inclinación vertical | 40                            | (%)               |
| Paso en inclinación vertical | 800                           | (mm)              |
| Paso en trincheras           | 2800                          | (mm)              |

## Galería de imágenes

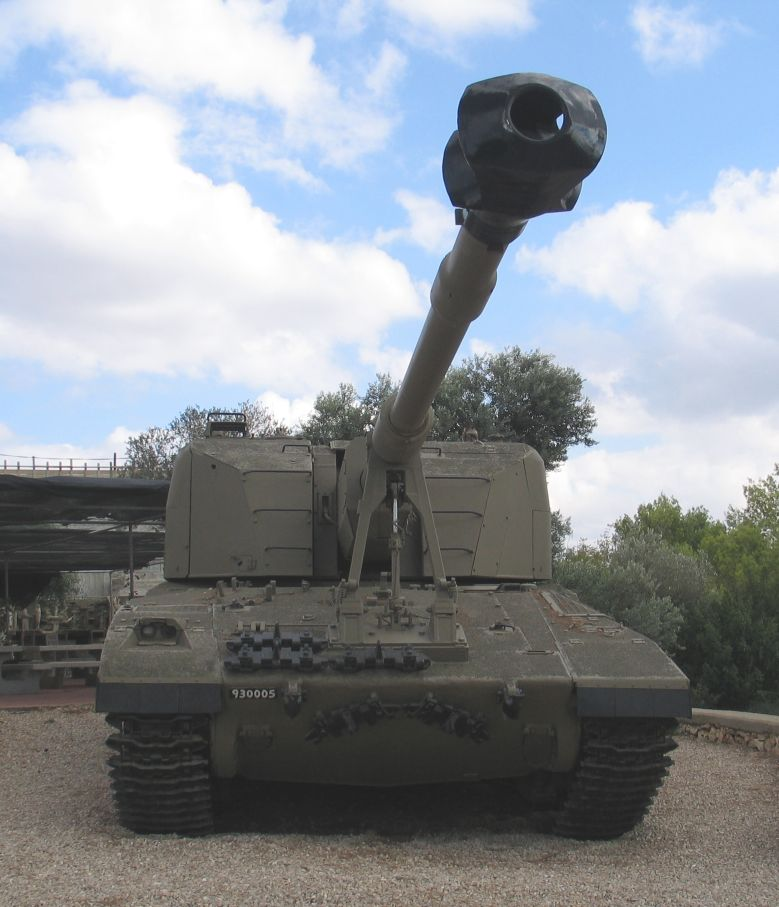
Toma frontal del Sholef en Beyt ha-Totchan, Israel, en donde se puede apreciar su sistema de sostenimiento en marcha.
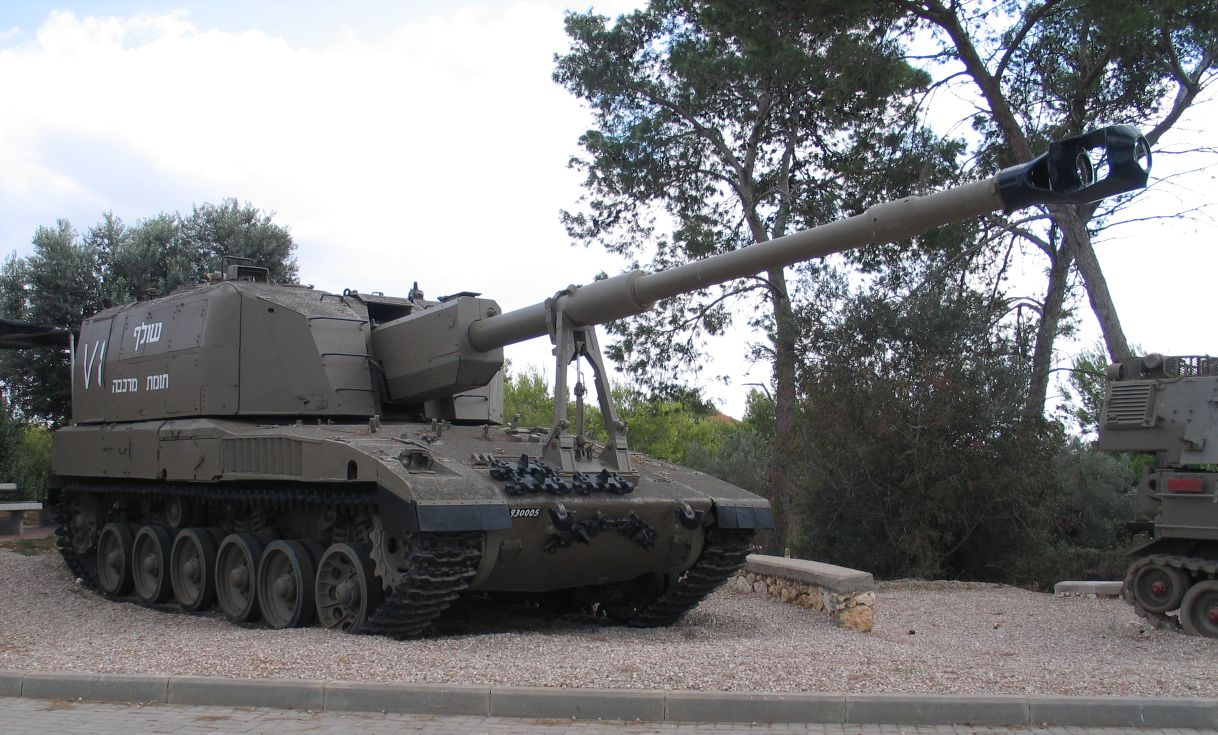
Sholef en Beyt ha-Totchan, Israel.
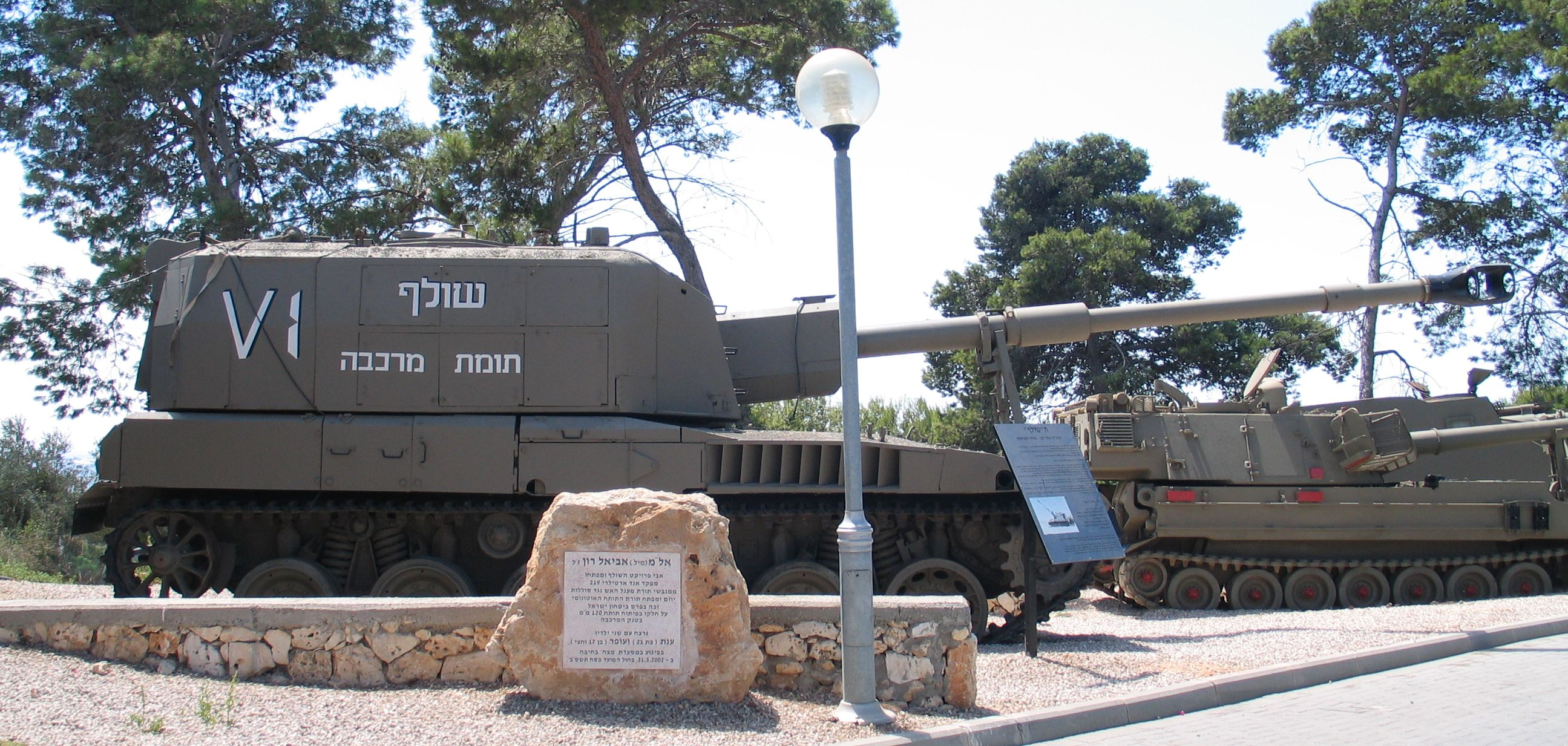
Sholef en Beyt ha-Totchan, Israel.
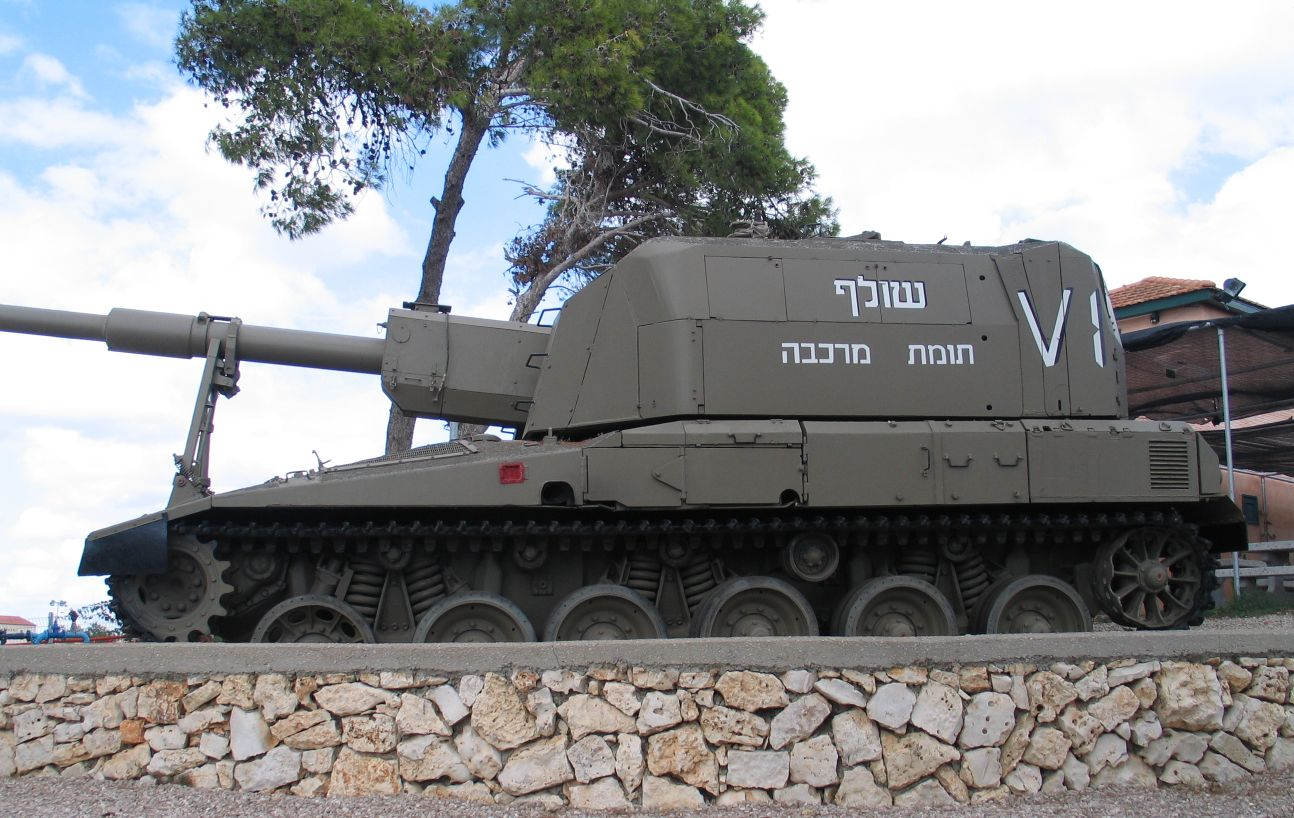
Sholef en Beyt ha-Totchan, Israel.
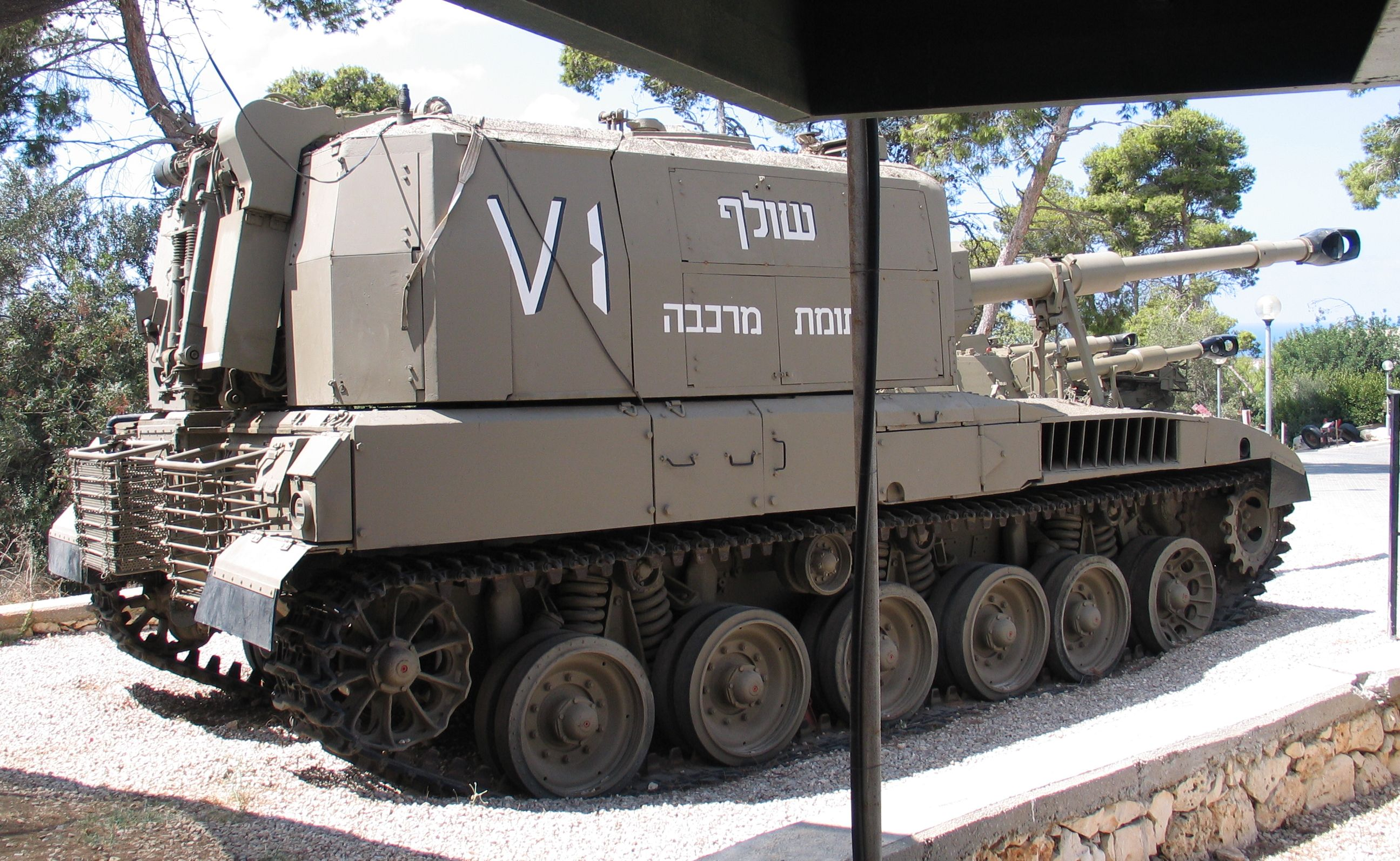
Una toma del Sholef en donde se ve parte del conjunto de rodadura, derivado del usado en el Merkava.
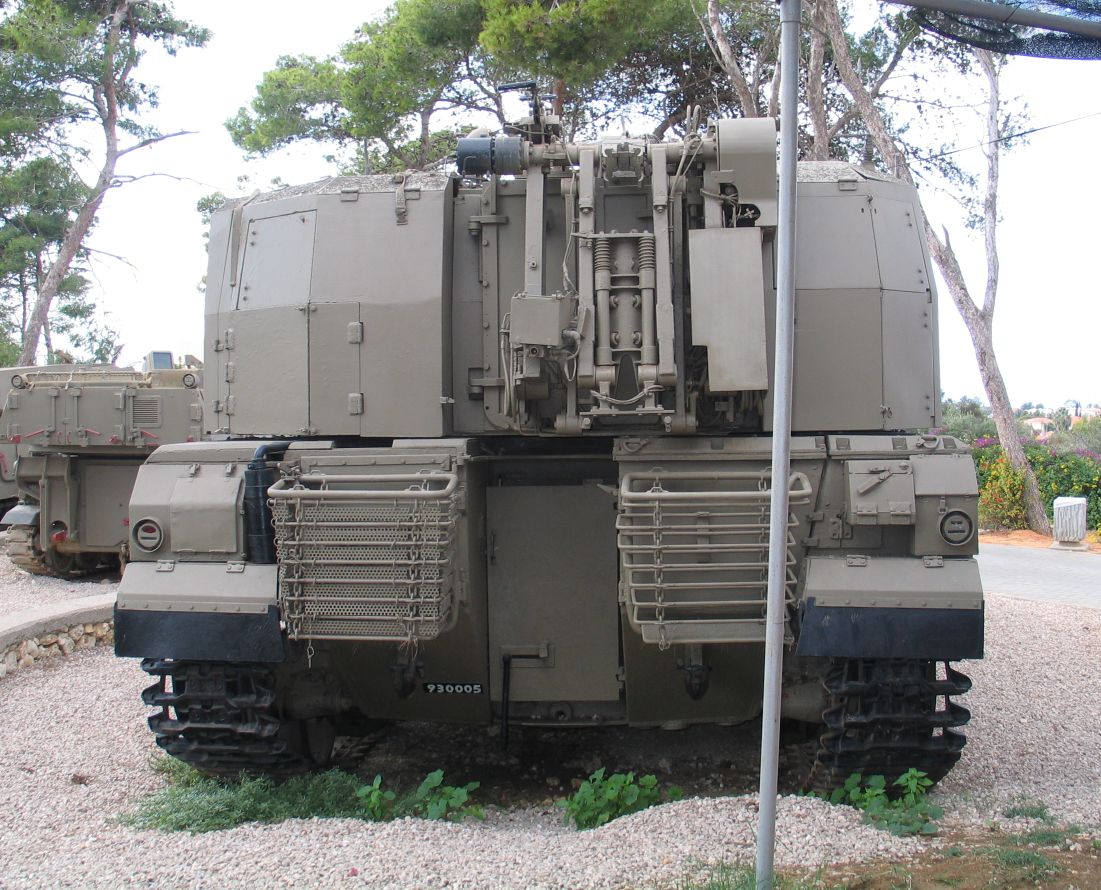
Parte posterior de un Sholef en donde se puede apreciar parte del sistema de recarga automática, en Beyt ha-Totchan, Israel.
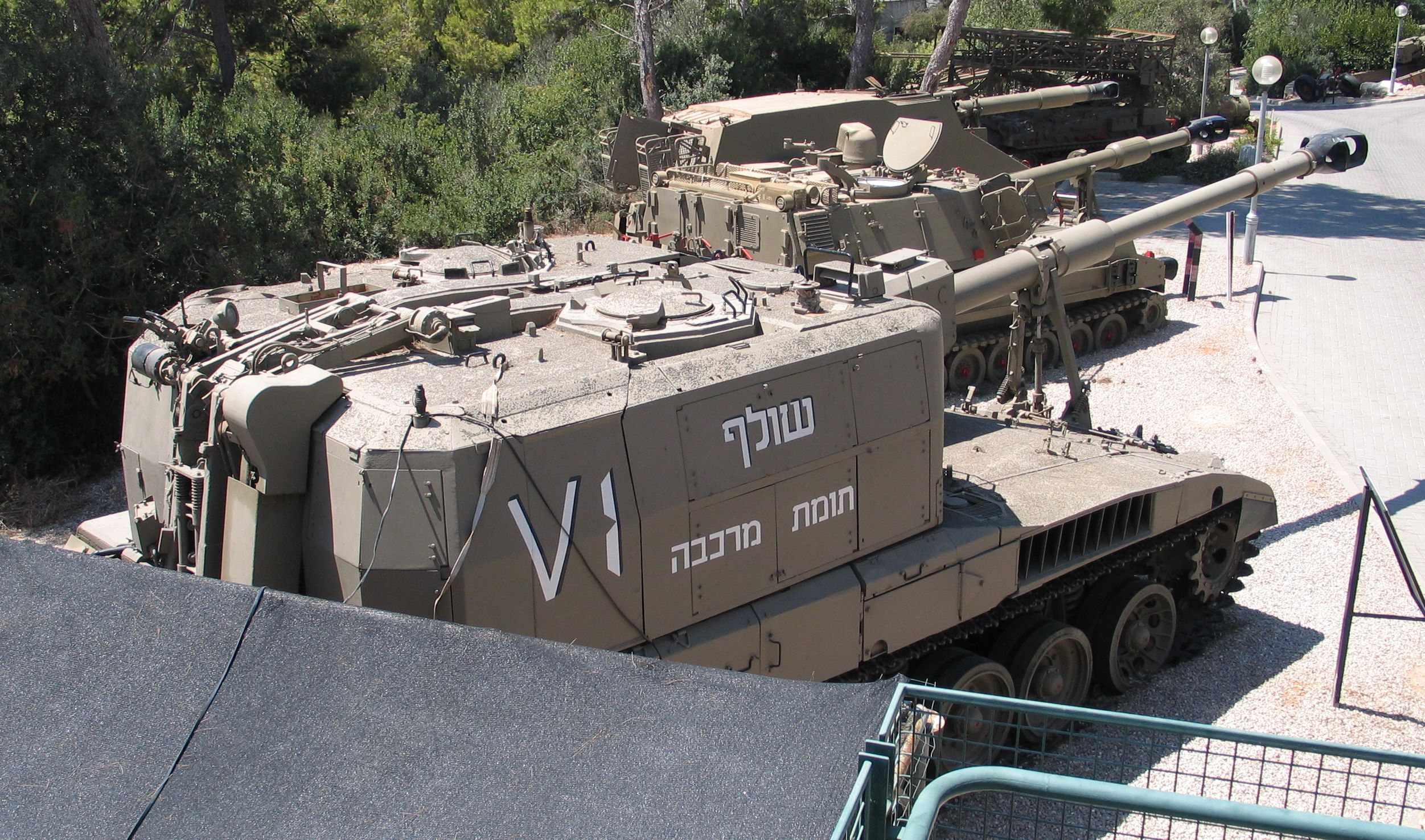
Parte superior de un Sholef en donde se puede apreciar una de las portezuelas de acceso al sistema, y otra parte del sistema de recarga automática, en Beyt ha-Totchan, Israel.

### Desarrollos relacionados
- Merkava
- Namera

### Vehículos similares
- TAM VCA
- PZH-2000
- AMX MK F3
- Obús autopropulsado M108
 Obús autopropulsado M109
 Obús autopropulsado M110
  Obús autopropulsado NLOS
- OTO Melara Palmaria (artillería)
- K-9 Thunder
- Tipo 75
 Tipo 99
- AHS Krab
- AS-90 Braveheart
- 2S19 Msta
- T-155 Fırtına
- SSPH Primus
- G6 Rhino